# مجله حقوق ملی
مجله حقوقی ملی (انگلیسی: The National Law Journal) یک نشریه حقوقی آمریکایی است که در سال ۱۹۷۸ تأسیس شد. جری فینکلشتاین مؤسس مجله حقوق ملی بود و آن را به عنوان «روزنامه خواهر و برادر» مجله حقوقی نیویورک می‌انگاشت.
مجله حقوقی ملی در اصل یک هفته‌نامه با اندازه روزنامه‌نگاری تبلوید بود و اکنون یک مجله است که روزانه به صورت آنلاین منتشر می‌شود. مجله حقوق ملی متعلق به آ.ال. ام (قبلاً رسانه وکیل آمریکایی) بود. لیزا هلم در سپتامبر ۲۰۱۷، به سردبیری این مجله ارتقاء یافت.